# Faust (Goethe)
Pour les articles homonymes, voir Faust (homonymie).
 (juin 2017).
Si vous disposez d'ouvrages ou d'articles de référence ou si vous connaissez des sites web de qualité traitant du thème abordé ici, merci de compléter l'article en donnant les références utiles à sa vérifiabilité et en les liant à la section « Notes et références ».

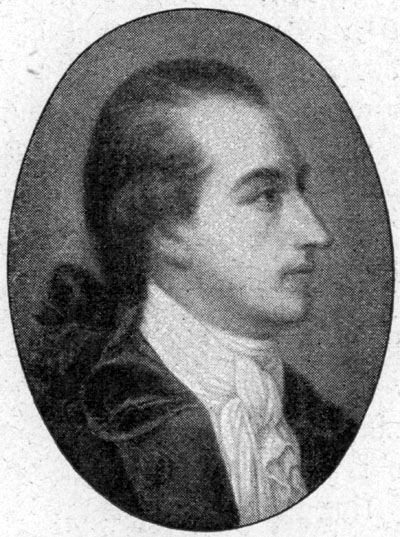
Goethe en 1779

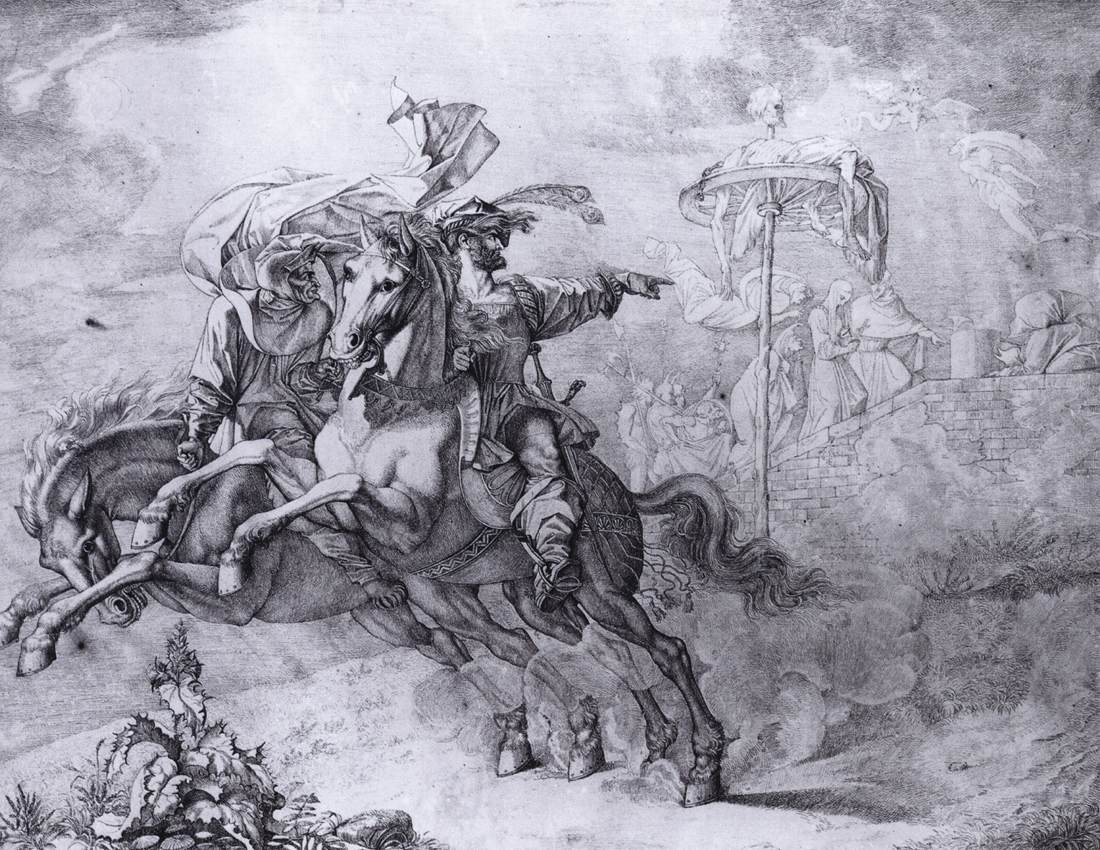
The Vision of the Rabenstein, Peter von Cornelius, 1811

Faust est le titre de deux pièces de théâtre de Johann Wolfgang von Goethe de 1808 et 1832.
Faust  est inspiré d'un certain Johann Georg Faust, alchimiste allemand du XVIe siècle, déjà héros d'un conte populaire et d'une pièce de théâtre de Christopher Marlowe, La Tragique Histoire du docteur Faust (Londres, 1604), récits qui contribuèrent à faire de Faust un véritable mythe, ancré dans la tradition d'une partie de l'Europe du Nord.
Goethe a travaillé sur le thème de Faust pendant une longue partie de sa vie, et cette tragédie est souvent considérée comme l'œuvre la plus importante de la littérature allemande. La première pièce, souvent appelée Faust I, a été publiée dans sa version définitive en 1808. Faust II est une suite de Faust I publiée peu après la mort de l'auteur, en 1832. Elle est considérée comme plus difficile.
Goethe a déclaré que la première partie de Faust était l'œuvre « d'un être troublé par la passion, qui peut obscurcir l'esprit de l'homme ». La seconde partie révèle un monde moins soumis à la passion. Dans Faust II Goethe a écrit un Prologue qui pose la question obsédante du salut de l'âme. L'œuvre est ainsi une parabole de l'Humanité souffrante, tiraillée entre pensée et action.

## Avant leFaust I
Goethe a rédigé entre 1773 et 1775 un premier texte souvent appelé Urfaust (Faust primordial). En 1790 il a fait publier un texte intitulé Faust, un fragment.

## Faust I(1808)
Faust y est présenté comme un homme admiré par le peuple pour sa sagesse, épris de connaissance profonde, vivante, transcendante. Accablé par le caractère vain de tout son savoir, et désespérant de ne rien découvrir qui puisse le satisfaire, il signe un pacte avec Méphistophélès. Celui-ci doit l'initier aux jouissances terrestres et le servir fidèlement dans ce monde. En échange de cela, Faust s'engage à lui livrer son âme dès qu'il passera dans l'autre monde ; au lieu de chercher sans trêve de nouvelles jouissances, il dira à l'instant qui passe « Arrête-toi, tu es si beau ! ». Cette pièce se rattache au courant Sturm und Drang.
La pièce se compose de 4 615 vers, en comptant la dédicace et les deux prologues. La dédicace et le « Prologue sur le théâtre » ne participent pas directement à l'action et ne sont pas toujours joués.
L'action se déroule à l'époque de ce Docteur Faust qui aurait vécu de 1480 à 1540 environ en Allemagne du sud-ouest. Dans la quête du savoir, Faust a brûlé ses plus belles années. C’est un vieillard amer qui découvre qu’il n’a rien acquis ni rien produit qui puisse compenser cette perte. Faust est tenté par le suicide ; Méphistophélès lui apparaît et lui propose en échange de son âme de lui rendre sa jeunesse, et avec elle les mille plaisirs qui combleront ses sens. Faust accepte sans illusions : il connaît l’insatisfaction essentielle de son cœur. Méphistophélès emporte alors Faust pour un grand voyage. Ils s’attardent dans une taverne, lieu de plaisirs paillards. Mais Faust répugne à de telles bassesses. Il est emmené ensuite par Méphistophélès dans l'antre d'une sorcière devant lui rendre la jeunesse ; bien que le cérémonial de la sorcellerie le laisse froid, la potion qui lui est administrée produit son effet en même temps qu'une vision de la beauté le ravit : celle d'une jeune fille.
Faust rajeuni découvre Marguerite au moment où elle sort de l’église. Modeste, pudique, elle incarne l’innocence, l’espoir, l’assurance, la foi. Faust la vénère comme son contraire. Le soir, avec l'aide de Méphistophélès, Faust pénètre dans sa chambre vide. Il est d’abord plein d’un désir sensuel, mais le charme de l’innocence l’emplit de pensées douces et chastes. Méphistophélès dépose un coffret rempli de somptueux bijoux dans l’armoire de Marguerite.
De retour dans sa chambre, Marguerite sent dans l’air une influence étrangère. Elle découvre le coffret, se pare de ces trésors, mais les repose aussitôt, car elle est consciente qu’ils ne lui appartiennent pas et au surplus la parent de vains attraits ; elle les montrera à sa mère qui, voyant en eux un gain illégitime, les apportera au curé cupide.
Lors d'un rendez-vous organisé par Méphistophélès Faust et Marguerite se rencontrent dans le jardin d'une voisine et amie de celle-ci : la jeune fille est subjuguée. Mais sa main, en effeuillant la fleur dont elle porte le nom, trace le destin de cette passion fatale ("il m'aime !"). Faust lui jure un amour éternel. Quand l’heure vient de se séparer, Marguerite a perdu son insouciance. L’angoisse s’est déployée en même temps que la passion. L’image de Faust hante son esprit. Elle chante mélancoliquement la paix perdue et l’angoisse qui étreint son cœur.
Puis Faust rejoint à nouveau Marguerite et déclame un hymne grandiose à la gloire de l’univers. Marguerite ressent que toute la création s’unit dans la gloire à l’amour divin. Mais au moment des adieux Faust tend à Marguerite un flacon de somnifère qui doit endormir sa mère afin qu’ils puissent profiter de leur rendez-vous amoureux. Séduite, et même détournée, Marguerite ne s’y oppose pas.
Mais la rumeur rattrape la jeune femme. Son frère, sentant sa famille déshonorée, provoque Faust en duel lorsque celui-ci s'apprête à monter dans la chambre de Marguerite. Aidé des pouvoirs de Méphistophélès, Faust le blesse à mort. Alors qu’il agonise, le frère maudit sa sœur.
Devenue mère, Marguerite est délaissée par Faust, puis abandonnée de tous comme une « fille perdue ». Méphistophélès entraîne Faust vers la «nuit de Walpurgis ». Cette nuit, nommée en l'honneur de sainte Walburge au VIIIe siècle, est une fête païenne ayant lieu dans la nuit du 30 avril au 1er mai. Célébrée clandestinement dans toute l'Europe depuis des temps reculés malgré les interdits de l’Église, elle est associée à la fin de l'hiver. C’est une manière pour Goethe d’introduire des éléments ésotériques et magiques qui lui étaient chers.
Méphistophélès s’adonne à tous les plaisirs orgiaques au milieu des démons et des sorcières en folie. Mais Faust se sent étranger à ces excès ; il est saisi par une apparition, « une adolescente aux yeux de morte», et pressent la fin tragique de Marguerite. Faust se déchaîne contre Méphistophélès qu'il rend responsable de ce malheur. Dans une course infernale, ils passent devant un gibet entouré de sorcières. C’est celui qu’on prépare pour Marguerite, accusée d’avoir tué son enfant.
Dans la scène suivante la jeune femme est découverte hébétée sur son lit de prison. D’abord elle ne reconnaît pas Faust qui vient la libérer. Elle est en proie aux cauchemars. Ce n’est que lorsque Faust retrouve le ton de son amour passé qu’elle se réveille et lui tend les bras. Mais voulant expier son crime jusqu'au bout, et surtout apercevant avec horreur Méphistophélès qui s'impatiente à quelques pas, elle refuse de le suivre en compagnie de Méphistophélès, implorant bien plutôt l’assistance de Dieu, ce qui la sauve. Faust quitte dans une hâte extrême la prison, pressé et entraîné par Méphistophélès, dont les chevaux ne pourraient supporter le lever du jour.

## Faust II
Publiée de manière posthume en 1832, Faust II est la suite de la première pièce. C'est toutefois une œuvre entièrement différente, par le ton adopté, par les thèmes abordés et par la date de l'écriture. Elle est l'œuvre majeure des dernières années de Goethe. Moins tourmentée, moins tournée vers l'expression des angoisses personnelles, elle aborde davantage des problèmes politiques ou sociaux.
Dans l'acte I Faust est appelé, ainsi que Méphistophélès, à la cour de l'empereur. Celui-ci manquant d'argent, Méphistophélès lui suggère d'utiliser le papier-monnaie (comme l'avait tenté John Law pour éviter la faillite de l'État français en 1715).
Dans l'acte II Faust retrouve son famulus, Wagner, qui est en train de créer un homme artificiel, homuncules. Parallèlement, Faust, officiellement pour amuser la Cour, décide de ramener un temps sur terre les fantômes d'Hélène et de Pâris. Cela l'obligeant à descendre dans la demeure des divinités les plus mystérieuses jamais conçues, les "mères".
Faust étant tombé sous le charme de la princesse spartiate, il demande à Méphistophélès de l'emmener en Grèce antique. L'acte III est tout entier construit comme une tragédie grecque. Hélène vient d'être ramenée dans le palais de Ménélas avec les captives troyennes qui forment le chœur. La Phorkyade, qui n'est autre que Méphistophélès déguisé, l'avertit que Ménélas, ivre de vengeance, projette de la tuer. Puis il l'amène au château fort moyenâgeux, dont le seigneur n'est autre que Faust. Hélène et Faust vivent heureux dans des cavernes situées à proximité de la mer, et ont un fils, Euphorion, "fruit de l'amour le plus beau" (Goethe avait songé à Byron en le créant). Or Euphorion chute et meurt. En conséquence, Hélène quitte Faust, en se dissolvant progressivement.
Le climat est tout entier différent à l'acte IV. Faust est sur une montagne et chante sa déception amoureuse. Méphistophélès arrive et lui rapporte que les féodaux se sont révoltés contre l'empereur, et qu'une grande bataille s'organise. Grâce à l'aide de ses démons, Méphistophélès anéantit l'armée des féodaux, et l'empereur reconnaissant offre une terre à Faust.
L'acte V voit un Faust rallié aux méthodes d'exploitation modernes et capitalistes de la terre, tentant d'obtenir la propriété de Philémon et Baucis. Ceux-ci refusent, ses hommes outrepassant ses ordres les tuent et détruisent leur habitation. Faust, meurtri par ce qui a été fait, voit quatre divinités lui rendre visite, Pauvreté, Dette, Détresse et Souci et, du fait de cette dernière, il se résigne à accepter la mort. Il meurt, mais Marguerite, en rachetant son âme, l'arrache des mains de Méphistophélès.
À la fin Méphistophélès veut prendre l'âme de Faust. Or celui-ci n'est pas damné, mais sauvé de l'enfer grâce aux prières et à l'amour de Marguerite. Le dernier vers de cette seconde partie de Faust conclut « l'éternel féminin nous élève ». C’est donc bien Marguerite qui sauve Faust de l’emprise de Méphistophélès.

## Traductions et éditions
Il existe plusieurs traductions notables en français du Faust de Goethe.
La première concerne le Faust. Une tragédie (1808), dit le « premier Faust », autorisée par Goethe lui-même, et produite par Albert Stapfer (1802-1892), qui fut publiée en 1823 et avec laquelle Delacroix et Charles Motte publièrent une édition illustrée en 1827. Celle de Gérard de Nerval, sur le même texte, est parue en 1828,.
Henri Blaze de Bury a proposé une traduction intégrale du Faust I et du Faust II après la mort de l'auteur, qui fut publiée d'abord chez Charpentier en 1842, puis reprise par Flammarion, qui l'édite encore dans sa collection GF. Le Faust I est traduit en vers.
La plus fidèle traduction demeure celle de l'édition bilingue d'Henri Lichtenberger, en vers libres, publiée chez Aubier en 1932. Le premier comme le second Faust sont également précédés de très exhaustives introductions historiques et philosophiques permettant d'entrer dans cette œuvre complexe. L'édition de Lichtenberger demeure à ce jour[Quand ?] le travail le plus pédagogique.
Jean Malaplate propose une traduction versifiée des premier et second Faust, publiée en 1984 aux éditions GF Flammarion et commentée par Bernard Lortholary.
L'éditeur d'Edmond Rostand proposa vers 1912 une version très inachevée du célèbre auteur, comportant de très nombreuses impasses (y compris sur des scènes importantes) seulement partiellement comblées par l'éditeur lui-même : restée longtemps inédite, elle fut éditée par Philippe Bulinge en 2003.
Plus récemment Jacques Le Rider & Jean Lacoste Faust - Urfaust, Faust I, Faust II  en ont compilé les deux.

## Peintures, sculptures, lithographies
Au XIXe siècle, le Faust de Goethe est l'un des récits mis en valeur par les artistes appartenant au mouvement du romantisme aux côtés du Hamlet de Shakespeare ou de la Divine Comédie de Dante.
- Eugène Delacroix, Faust (1828), ensemble de dix-sept illustrations réalisées par Delacroix pour la traduction d'Albert Stapfer de la première partie du Faust de Goethe publié par Charles Motte, lithographies (second état). L'ouvrage est entre autres conservé au The Met, New York[5].
- Eugène Delacroix, Faust et Méphistophélès (1827-1828), huile sur toile, Wallace Collection, Londres.
- Ary Scheffer : Marguerite au rouet (1831) et Faust dans son cabinet (1848), deux huiles sur toile en pendant, dans les collections du Musée de la vie romantique, Paris[6],[7] et deux huiles sur bois dans les collections du musée Sainte-Croix, Poitiers[8].
- Henri Leys, Faust et Marguerite (1856), huile sur bois, Museum of Art, Philadelphie.
- James Tissot, l'artiste a peint plusieurs tableaux autour de Faust et de Marguerite. Plusieurs sont conservés dans des collections privées.
- Pascal Dagnan-Bouveret, Marguerite au Sabbat, (1910-1911), huile sur toile, musée d'Art et d'Histoire, Cognac[9].
- Serge Chamchinov : Goethes ‘Faust’ zwischen dem Weißen und Schwarzen, livre peint, encre de Chine, 2003, Bibliothèque Anna Amalia, Weimar[10]

## Musique
- Faust : une vingtaine de ballets
- Gretchen am Spinnrade (Marguerite au rouet), op. 2 (D. 118), lied pour voix et piano de Franz Schubert (1814)
- Faust, opéra de Louis Spohr (1816)
- Fausto, opéra de Louise Bertin (1831)
- La Damnation de Faust, de Berlioz (1846)
- Scènes de Faust, de Robert Schumann (1853)
- Faust, opéra en cinq actes de Charles Gounod (1859)
- Mefistofele, opéra en un prologue, quatre actes et un épilogue, d'Arrigo Boito (1868)
- Faust-Symphonie, en trois mouvements de Franz Liszt
- Mephisto-Valse, quatre valses composées par Franz Liszt
- Sonate pour piano en si mineur par Liszt (1853)
- Faust-Ouverture, de Emilie Mayer (1880)
- Seconde partie de la Symphonie no 8 de Gustav Mahler, reprenant le texte de la scène finale de Faust II (1906)
- Faust et Hélène, cantate lauréate du Grand Prix de Rome 1913, par Lili Boulanger
- Docteur Faust, poème musical de Ferruccio Busoni (1925)
- Votre Faust, d'Henri Pousseur, en collaboration avec Michel Butor (1960-1968)
- Faustus, the Last Night, opéra de Pascal Dusapin (2006)
- Faust, groupe italien de death technique, avec Steve DiGiorgio
- Faust, groupe allemand de rock expérimental apparenté au Krautrock
- Faustian Echoes, EP du groupe de dark metal américain Agalloch.
- Fuck Metallica de Motörhead : apparition du livre sur une étagère, dans le clip vidéo
- Faust, 1er album de Valfeu[11] (2018), inspirée de l’œuvre de Goethe. Avec Sue Denim (Robots in Disguise), Desireless, Cheerleader 69, Music for the space & Titend.

Voir aussi : Liste d'opéras inspirés par le mythe de Faust

## Adaptations cinématographiques
- Faust aux enfers (1903), Damnation du docteur Faust (1904), de Georges Méliès[12]
- Faust, une légende allemande de Friedrich Wilhelm Murnau (1926)
- La Leggenda di Faust de Carmine Gallone (1949)
- La Beauté du diable, un film de René Clair (1950)
- Faust, film allemand de  Peter Gorski (1960)
- Doctor Faustus, film britannique, réalisé par Richard Burton et Nevill Coghill (1967)
- La Leçon Faust (en tchèque : Lekce Faust), film tchèque d'animation réalisé Jan Švankmajer (1994)
- Faust (Faust : Love of the Damned), film américano-espagnol réalisé par Brian Yuzna (2000)
- Faust, comédie musicale d'Ansel Faraj (2009)
- Faust, film d'animation de Jay Marks  (2010)
- Faust (Фауст), film dramatique russe écrit et réalisé par Alexandre Sokourov (2011)

### Vi veri universum vivus vici
Cette expression latine signifie « par le pouvoir de la vérité, j'ai, de mon vivant, conquis l'univers ». Cette phrase a été rendue célèbre avec le film V pour Vendetta et est attribuée (à tort) à Goethe dans Faust. Elle fut également l'un des hiéronymes du mage Aleister Crowley.

## Adaptation vidéo-ludique
- Shadow of Memories, un jeu développé par Konami comme étant une libre adaptation du Faust de Goethe, sorti en 2001.
- Soul Gambler, une relecture de l'œuvre de Goethe qui plonge Faust dans un univers contemporain, publiée sur PC en 2013.